# 空源
空源（くうげん、永禄6年11月11日（1563年11月26日） - 元和5年8月7日（1619年9月14日））は、大和国郡山出身の日本の僧、安土桃山時代に誕生して後に天台宗に一流「三明院流」として吸収された涅槃宗の開祖。及意上人。イ形院とも。

## 略歴
- 永禄6年（1563年）11月11日、大和国郡山の武士、橘重氏の次男として、中西善次郎重次の名で生まれる[1]。その後、一家で京の堀河に移住。
- 天正15年（1587年）、父の橘重氏が飛騨国に金山検使（最住銅山）として赴任することになり、飛騨に移住するも、重次のみは再び京に戻る。
- 文禄元年（1592年）、無師独悟して自ら剃髪して、空源と称し、晴明町に庵を結んだ。
- 慶長元年（1596年）5月15日、説法を聞きに来た住友政友を弟子として空禅の法名を与えた。
- 慶長7年（1602年）、後陽成天皇の信頼を得て、涅槃宗が勅許され、及意上人の号を贈られた。本拠地として晴明町に北城金光山涅槃寺を創建した。
- この頃、後陽成天皇勅諚寺として、延暦24年（805年）7月最澄創建の天鷲寺（大坂）を再興、また、北城金光山支院として、最澄、良源ゆかりの東雲寺（近江 川辺）を再興し、新たに光澤寺（和泉 堺）、法安寺（河内國茨田郡下神田）を開山、摂津荒牧の豊学寺も再興した。
- 慶長18年（1613年）、後水尾天皇より、長男の空尊に対し、臺玉上人の号が贈られた[2]。
- 元和3年（1617年）11月15日、後陽成天皇の崩御後、他宗派によって京都所司代に邪教として訴えられ、12月2日、涅槃寺が破壊され、12月26日、江戸に護送、三河岡崎で年を越した。
- 元和4年（1618年）、1月11日、江戸到着。1月16日寺社奉行の前で宗旨を述べ、酒井忠世の下屋敷に預かりとなった。
- 元和5年（1619年）8月7日、同下屋敷で病没した。

## 弟子
出家の弟子としては、空禅のほか、空位、空越、空證、空運、空悦、空波らがいた。

## 家族
2男1女おり、長子の臺玉上人空尊は、天海僧正の配慮で、天台宗三明院流として涅槃宗の2代目を嗣いで近江坂本の大覚寺(註: 真言宗大覚寺とは異る)に入寺、次男の賢海は天海の弟子となって寛永寺子院の三明院に入り、娘は空運に嫁いで、念海を産んだ。
及意上人空源の遷化後、直孫として、元和9年、念海は生まれた。
○
以下Wikipedia 今春聽から。(執筆者の許諾を得て載せる。)
「天台院小史 今春聽 1953」(東大阪新聞社『河内史談　第参輯』所収P18 には、「天和三(1683)年二月、竪者権大僧都法印念海といふ人が…再建した」とある。
念海は 元和九年(1623)の生まれ。父 空運は 及意上人空源の法弟子で、母は 空源の娘。
寛永15年（1638年）春、上野 寛永寺一山 三明院 賢海のもと得度、南光坊天海に従い比叡山麓 坂本 大覚寺で加行。坂本 滋賀院にて 天海から 三部灌頂 及び 瑜祇等密教の伝法を受け、比叡山東塔の学頭寺院である 正覚院にて阿闍梨灌頂を修した。
賢海示寂ののち 三明院 第二世として入山、かつて天海の命に賢海が兼領していた諸寺も主管し江戸と上方を往還した。
念海については、三河 神宮寺にも記録があり、
『念海大和尚』「権大僧都法印念海者雖非当院住持当寺累代之住持皆悉潤於海師之息澤故記於此伝聞...念海法印慈眼大師之末弟而住持于武陽下谷坂本三明院今者養玉院云而兼帯山門坂本大学寺(坂本大覚寺)大坂天樹寺(聖龍山天鷲寺：最澄開創 後陽成天皇勅諚寺 空源再興 天海開基 賢海中興)...於山弁流冨於海見聞之衆人悉無不帰敬師平月向人談法華一乗與涅槃佛性...」
念海坐像（仏師長五郎作 寛文十一　1671年）も現存する。《東京都品川区指定文化財「木造念海和尚像」旧金光山三明院大覚寺＝養玉院蔵)》。
天和元年（1681年）、堺 光澤寺を再興し、天和二(1682)年、江戸・養玉院を勇退し西下、大坂 天鷲寺に住した。
河内国若江郡・天台院の再興はその翌年の天和三(1683)年である。
元禄三(1690)年七月七日遷化　六十八歳。
墓処は近江長浜、善光寺近江別院・豊学山東雲寺（北城金光山支院として空源による中興開山）、また天台院再興と同時期、和泉国樽井に開基上人として創建した 南漸寺（現　南泉寺）にも供養塔が現存している。

## 伝記
- 『釋及上東流抄』（『泉屋叢考』3,住友修史室、1952年）